# أندرو سوان
أندرو سوان هو سياسي كندي، ولد في 9 أغسطس 1968 بوينيبيغ في كندا. حزبياً، نشط في New Democratic Party of Manitoba ‏.

## مناصب
- انتخب member of the Legislative Assembly of Manitoba ‏ عن دائرة Minto (electoral district) [الإنجليزية]‏ خلال فترته النيابية [الإنجليزية]‏.
- انتخب عضو المجلس التنفيذي لمانيتوبا ‏.
- انتخب Minister of Competitiveness, Training and Trade [الإنجليزية]‏.
- انتخب Minister of Justice and Attorney General (Manitoba) [الإنجليزية]‏.